# Tupamaros (Urugwaj)

Flaga Tupamaros

Ruch Wyzwolenia Narodowego-Tupamaros (hiszp. Movimiento de Liberación Nacional-Tupamaros, MLN–T) – ruch partyzantki miejskiej i partia polityczna w Urugwaju.

## Historia
Ruch utworzony został w 1962 roku przez socjalistę i związkowca Raúla Sendica. Członkowie grupy określali się jako „Tupamaros” na cześć indiańskiego wodza Tupaca Amaru II. W 1968 roku grupa rozpoczęła działalność bojową. Tupamaros mieli na koncie napady na banki, porwania polityków, podpalenia, ataki na arsenały, czy zabójstwa funkcjonariuszy państwowych. Częstym celem bojowników były też obiekty obcych państw, szczególnie Stanów Zjednoczonych i Brazylii. Oprócz działalności bojowej Tupamaros prowadzili programy dystrybucji pożywienia i pieniędzy dla najbiedniejszych Urugwajczyków. W 1971 roku bojownicy porwali ambasadora Wielkiej Brytanii. W szczytowym okresie liczebność Tupamaros obliczana była na 800-1000 bojowników, ale sympatyzowało z nimi 20 % populacji. Ruch został rozbity przez rząd wojskowy w 1973 roku. Wojskowi zabili 300 Tupamaros, a blisko 3000, w tym Raúla Sendica, uwięzili. Po przywróceniu demokracji w 1985 roku większość Tupamaros objęła amnestia. W 1989 roku ruch został zalegalizowany i wznowił działalność jako partia polityczna. W 1994 roku organizacja przystąpiła do lewicowej koalicji Szeroki Front. W 2009 roku wybory prezydenckie w Urugwaju wygrał José Mujica, były aktywista Tupamaros.
Do dziś w Urugwaju istnieją organizacje partyzanckie określające się mianem Tupamaros.

## Kontakty zagraniczne
Organizacja należała do sojuszu znanego jako Junta Koordynacji Rewolucyjnej (JCR). Do koalicji należały też boliwijska Armia Wyzwolenia Narodowego (ELN), chilijski Ruch Lewicy Rewolucyjnej (MIR) i argentyńska Rewolucyjna Armia Ludu (ERP).

## Ideologia
Tupamaros był ruchem radykalnej lewicy.